# Jimmy Smith (football)
Pour les articles homonymes, voir Jimmy Smith (homonymie) et Smith.
James « Jimmy » Smith (né le 24 septembre 1911 à Airdrie en Écosse et mort le 5 décembre 2003) est un joueur de football écossais. Il fait partie du Rangers FC Hall of Fame.

## Palmarès
Rangers FC
- Champion du Championnat d'Écosse de football (8) :
  - 1929, 1930, 1931, 1933, 1934, 1935, 1937 et 1939.
- Vice-champion du Championnat d'Écosse de football (2) :
  - 1932 et 1936.
- Meilleur buteur du Championnat d'Écosse de football (2) :
  - 1934 : 41 buts, et 1935 : 36 buts.
- Vainqueur de la Scottish Cup (5) :
  - 1930, 1932, 1934, 1935 et 1936.
- Finaliste de la Scottish Cup (1) :
  - 1929.